# Kateřina Neumannová
Kateřina Neumannová (nascida em 15 de fevereiro de 1973) é uma ex-esquiadora tcheca que competia em provas de esqui de fundo. É medalhista nos Jogos Olímpicos de Inverno.